# ماري راند
ماري راند (بالإنجليزية: Mary Rand) هي منافسة ألعاب القوى بريطانية، ولدت في 10 فبراير 1940 في مدينة ولز في المملكة المتحدة.

## وصلات خارجية
- ماري راند على موقع الاتحاد الدولي لألعاب القوى (الإنجليزية)
- ماري راند على موقع اللجنة الأولمبية الدولية (الإنجليزية)
- ماري راند على موقع أوليمبيديا (الإنجليزية)
- ماري راند على موقع اللجنة الأولمبية البريطانية (الإنجليزية)
- ماري راند على موقع اتحاد ألعاب الكومنولث (مؤرشف) (الإنجليزية)
- ماري راند على موقع الموسوعة البريطانية (الإنجليزية)
- ماري راند على موقع ديسكوغز (الإنجليزية)